# Kirby Mass Attack
Kirby Mass Attack es un juego de plataformas estilo Lemmings en la serie Kirby desarrollado por HAL Laboratory y publicado por Nintendo para Nintendo DS, que se lanzó en todo el mundo a finales de 2011, y es el cuarto y último juego de Kirby en ser lanzado para el DS. Posteriormente, el juego se lanzó para la consola virtual de Wii U en las regiones PAL en diciembre de 2015, en Japón el 29 de febrero de 2016 y en Norteamérica el 28 de julio de 2016.

## Jugabilidad
Al igual que Kirby: Canvas Curse, el jugador no juega directamente con un pad direccional, botones frontales o botones laterales. En cambio, el jugador solo usa el lápiz óptico y la pantalla táctil en el DS para jugar. El juego se juega usando el lápiz óptico para controlar hasta diez Kirbys en la pantalla. Al tocar la pantalla, se crea una estrella que los Kirby pueden seguir o agarrar. Al tocar enemigos u obstáculos en la pantalla, los jugadores pueden enviar múltiples Kirbys para atacarlos, y el jugador también puede lanzar Kirbys individuales como proyectiles. Al recolectar frutas a lo largo del nivel, el jugador puede ganar hasta diez Kirbys controlables, lo que le permite a los jugadores enfrentar enemigos y obstáculos más fácilmente que con un Kirby. Cada nivel a menudo requiere un número mínimo de Kirbys para ingresar, y algunos acertijos requerirán que los diez Kirbys se resuelvan. Si Kirby es golpeado por un enemigo u obstáculo, se volverá azul hasta el final del nivel. o hasta que el jugador encuentre una puerta especial que restaure su salud. Si se golpea un Kirby azul, se volverá gris y se alejará flotando a menos que el jugador pueda arrastrarlo hacia abajo y volverlo azul nuevamente, y el juego terminará si el jugador se queda sin Kirbys o falla en un objetivo de cierto nivel. Ocultas a lo largo de cada juego hay varias medallas, que se encuentran explorando, resolviendo acertijos o encontrando llaves y cofres del tesoro, que a su vez desbloquean minijuegos adicionales y funciones de bonificación. Algunos niveles también cuentan con piruletas grandes que hacen que todos los Kirby sean más grandes temporalmente, lo que les permite atravesar barreras y llegar a nuevas áreas. y el juego termina si el jugador se queda sin Kirbys o falla en un objetivo de cierto nivel.

## Resumen
Kirby viajó a las Islas Popopo, un archipiélago en el sur de Popstar, para explorar. Después de que Kirby se durmiera en un campo, Necrodeus, el malvado líder de Skull Gang, apareció desde el cielo. Usando su bastón mágico, Necrodeus golpeó a Kirby y lo dividió en diez pequeños Kirby individuales, cada uno con solo una fracción del poder del Kirby original. Después de derrotar rápidamente a todos menos a uno de los diez Kirby, el último Kirby nota una pequeña estrella, que es su propio corazón heroico. Después de viajar a través de las islas Popopo, derrota a Necrodeus en el espacio y usa el poder de su bastón para volver a combinar los 10 Kirby en su forma original.

## Desarrollo y lanzamiento
Bajo la dirección de Mari Shirakawa y producido por Masanobu Yamamoto, Kirby Mass Attack se desarrolló a partir del deseo de HAL Laboratories de integrar estilos de juego nuevos y únicos en la serie Kirby; por lo tanto, el enfoque se alejó de las habilidades de copia, que normalmente eran un aspecto central de los juegos de Kirby , y se centró más en la idea de la gestión de grupos. Si bien el equipo consideró profundamente incluir Copy Ability como una mecánica, el equipo de desarrollo decidió excluirla, después de varias conversaciones con Nintendo y el productor senior Kensuke Tanabe, para mantener el enfoque en las nuevas ideas de juego del juego, así como para evitar complicar demasiado el uso de varias copias de Kirby a la vez. Debido a la naturaleza de controlar varios Kirby a la vez, el diseño de niveles se mantuvo simple para requerir menos "atletismo" que generalmente se utiliza en la mayoría de las etapas de plataformas. Los puntajes altos y las medallas coleccionables se utilizaron como características para que las etapas tuvieran más rejugabilidad y desafío, y también porque la idea complementaba el concepto de gestión del grupo.
A pesar de haber sido lanzado mucho después de la revelación de Nintendo 3DS, Kirby Mass Attack todavía se desarrolló en DS en lugar de lanzarse en la consola más nueva. Según Shirikawa, esto se debió en parte a que el juego no habría aprovechado mucho las capacidades 3D estereoscópicas del sistema , lo que significa que hacerlo para 3DS no habría tenido sentido.
Kirby Mass Attack se anunció y se mostró en el E3 de 2011. Se lanzó en Japón el 4 de agosto de 2011, en Norteamérica el 19 de septiembre de 2011 y en las regiones PAL en octubre de 2011.

## Medios de comunicación
Un manga de cinco volúmenes de la serie, titulado Atsumete! Kirby (en japonés: あつめて！カービィ, romanizado: Atsumete! Kābī, lit. 'Gather! Kirby') fue escrito por Chisato Seki e ilustrado por Yumi Tsukirino. Fue publicado en Japón a partir de 2016 por Asahi Production, serializado en el servicio de redes sociales en línea basado en Facebook. En 2016, Atsumete! Kirby finalizó el 2016. Tres volúmenes especiales del manga salieron en Japón llamados "en japonés: カービィマスター, romanizado: Kābyimasutā, lit. 'Kirby MASTER'" que tenía todas las páginas de cada manga en color y tiene nuevas historias.

## Recepción
Kirby Mass Attack recibió críticas "generalmente favorables", según el agregador de reseñas Metacritic. Destructoid dijo: "Inteligentemente diseñado, abrumadoramente lindo y dedicado a la diversión, Kirby Mass Attack es un juego que debería convertirse en parte de tu biblioteca portátil sin lugar a dudas". 1UP.com dijo que era un "juego brillante". En Japón, Famitsu le dio una puntuación de los cuatro nueves para un total de 36 de 40.